# Kingsville, Texas
Kingsville är administrativ huvudort i Kleberg County i Texas. Mark för orten donerades av Henrietta King som var änka efter Richard King. Ortnamnet hedrar Richard King men Henrietta King är den King som grundade orten. Enligt 2010 års folkräkning hade Kingsville 26 213 invånare.
Cirka fem kilometer öster om Kingsville ligger flygbasen Naval Air Station Kingsville. 